# فاي جيلز ولز
فاي جيلز ولز (بالإنجليزية: Fay Gillis Wells)‏ هي طيارة وصحفية أمريكية، ولدت في 15 أكتوبر 1908 في منيابولس في الولايات المتحدة، وتوفيت في 2 ديسمبر 2002.